# HESA Sofreh Mahi
Sofreh Mâhi (перс. سفره ماهی, «Орлиний промінь») — іранський малопомітний БПЛА, що знаходиться на стадії розробки. Про безпілотник відомо небагато, але зменшені макети, показані під час параду до Дня іранської армії 2010 року показують, що він має плоский корпус ромбоподібної форми з двома кілями. Перше згадування про безпілотник було зроблено лейтенант-командувачем ВПС Ірану генералом Азізом Насірзаде, який повідомив, що перші випробування безпілотника завершені.

## Розробка
Іран офіційно заявив, що працює над створенням малопомітного БПЛА під назвою Sofreh Mahi 7 лютого 2010 року. Іранські офіційні особи повідомили, що безпілотник має форму, подібну до орлиного променя, внаслідок чого він отримав назву Sofreh Mahi. Безпілотник також виготовлений зі спеціальних матеріалів, які поглинають енергію радарів. Ці дві особливості дають йому можливість ухилятися від ворожих радарів.
Генерал Азіз Насірзаде, лейтенант-командувач ВПС іранської армії, заявив, що БПЛА «Sofreh Mahi» був спроектований і виготовлений для розвідувальних і бомбардувальних місій, враховуючи його здатність ухилятися від радарів.
Генерал Насірзаде також повідомив, що після того, як літальний апарат пройде подальші випробування, а його характеристики і можливості будуть доопрацьовані, міністерство оборони розпочне його серійне виробництво. «Виготовлення літака в реальних розмірах, а також монтаж і випробування озброєння і ряду систем на літаку є наступними етапами перед тим, як ми зможемо почати його масове виробництво», — сказав Насірзаде.
У лютому 2011 року Іран оголосив, що збирається побудувати і випробувати модель літака в реальному масштабі, проте це тривалий процес і може зайняти багато часу. Насірзаде сказав, що «це лише один з іранських проектів БПЛА і однією з наших цілей є виробництво таких літаків. Тому що світ рухається в цьому напрямку».